# Маршалл, Пэм
Памела (Пэм) Маршалл (англ. Pamela "Pam" Marshall; род. 16 августа 1960, Shorewood-Tower Hills-Harbert, Мичиган) — американская легкоатлетка, специалистка по бегу на короткие дистанции. Выступала за сборную США по лёгкой атлетике в 1980-х годах, чемпионка мира, победительница Игр доброй воли, чемпионка США в дисциплинах 100 и 200 метров, участница летних Олимпийских игр в Сеуле.

## Биография
Пэм Маршалл родилась 16 августа 1960 года в поселении Хазелхёрст, штат Алабама.
В 1984 году выиграла чемпионат США в Сан-Хосе на дистанции 200 метров.
Впервые заявила о себе на международном уровне в сезоне 1985 года, когда вошла в состав американской сборной и выступила на Кубке мира в Канберре, где стала пятой в беге на 200 метров и в эстафете 4 × 100 метров. Участвовала в матчевой встрече со сборной СССР в Токио, где заняла третьим места в дисциплинах 100 и 200 метров, а также была второй в эстафете 4 × 100 метров.
В 1986 году стала чемпионкой США в дисциплинах 100 и 200 метров, превзошла всех соперниц на дистанции 200 метров на Играх доброй воли в Москве.
В 1987 году среди прочего принимала участие в чемпионате мира в Риме, в беге на 100 и 200 метров финишировала в финалах восьмой и четвёртой соответственно, тогда как в программе эстафеты 4 × 100 метров вместе с соотечественницами Элис Браун, Дайан Уильямс и Флоренс Гриффит-Джойнер завоевала золотую награду. Показанное американками ввремя 41,55 до сих пор входит в двадцатку лучших результатов всех времён.
В 1988 году на национальном олимпийском отборочном турнире в Индианаполисе пришла к финишу второй позади Флоренс Гриффит-Джойнер и установила свой личный рекорд в беге 200 метров — 21,93, став одной из немногих женщин в истории, кому удалось преодолеть 22-секундный барьер. На летних Олимпийских играх в Сеуле, однако, не смогла показать высоких результатов — на предварительном квалификационном этапе сошла с дистанции из-за травмы. На этом её спортивная карьера закончилась.